# Siekholz
Siekholz ist ein Ortsteil der Stadt Schieder-Schwalenberg im Kreis Lippe, Nordrhein-Westfalen.

## Geschichte
Die Gemeinde Siekholz wurde am 1. April 1922 aus der Meierei Siekholz und Gebietsteilen der Gemeinde Eschenbruch neu gebildet.
Bis zur Eingemeindung am 1. Januar 1970 war Siekholz eine selbstständige Gemeinde im Kreis Detmold. Dieser wurde zum 1. Januar 1973 aufgelöst und mit dem Kreis Lemgo zum Kreis Lippe zusammengeschlossen.
Im Südwesten von Siekholz befindet sich das Bodendenkmal Siekholzer Schanze.